# Мухопад Микола Денисович
Мухопад Микола Денисович (нар. 1922 в селі Бабаківці Сумської області — 2014, Донецьк) — український науковець, професор кафедри гірничозаводського транспорту і логістики Донецького національного технічного університету, кандидат технічних наук, заслужений працівник вищої школи України, повний кавалер почесного знака «Шахтарська слава», нагороджений двома орденами Великої Вітчизняної війни, орденом Богдана Хмельницького. Член Донецького відділення НТШ.

## Науковий доробок
- Мухопад М. Д. Транспортні машини. — Харків: Вид-во «Основа» при Харк. ун-ті, 1993–192 с.